# Antoine Forqueray
Antoine Forqueray (* září 1671 nebo 1672? Paříž – 28. června 1745 Mantes-la-Jolie) byl francouzský hudební skladatel a vedle Marina Maraise nejlepší gambista na královském dvoře Ludvíka XIV. Jeho synem byl hudební skladatel Jean-Baptiste-Antoine Forqueray, který po otci převzal pozici na královském dvoře.

## Život
Forqueray byl mimořádně hudebně nadaný. Již v deseti letech hrál před králem Ludvík XIV. Krále chlapcovo nadání natolik zaujalo, že mu další výdaje na studium hradil a o sedm let později, v roce 1689, jej jmenoval řádným královským hudebníkem (ordinaire of La chambre du Roy). Toto postavení pak Forqueray zastával až do konce svého života. Jako doplněk ke královskému příjmu dával hodiny hudby členům královské rodiny a aristokracii. V pozdějších letech vlády Ludvíka XIV. běžnou rutinu dvorních koncertů ještě rozšířila Madame de Maintenon pořádáním téměř denních koncertů ve svém apartement, na kterých vystupovali přední umělci té doby: Robert de Visée (kytara), René Pignon Descoteaux (flétna), Jean-Baptise Buterne (cembalo) a také Forqueray.
V roce 1697 se Forqueray oženil s dcerou varhaníka Henriette-Angélique Houssouovou. Manželka jej při koncertech často doprovázela na cembalo. Jejich manželství však nebylo šťastné a v roce 1710 se rozešli. I vztahy se synem byly obtížné. Jean Baptiste byl na žádost svého otce v roce 1719 uvězněn a v roce 1725 měl být dokonce královským výnosem vyhoštěn. Prokázalo se však, že všechna obvinění jsou pouze pomstou za úlohu, kterou Jean Baptiste hrál při rozpadu manželství.
V roce 1730 Forqueray odešel na odpočinek do Mantes-la-Jolie, kde také 28. června 1745 zemřel. Jeho místo u dvora zaujal právě syn Jean Baptiste.

## Dílo
V době Forquerayova jmenování ke dvoru byl nejslavnějším hráčem na violu da gamba Marin Marais, který byl znám svým jemným a sladkým stylem. Naproti tomu Forqueray byl proslulý svými dramatickými a údernými kompozicemi. Podle jejich současníka, kněze, právníka a violisty Huberta Le Blanca, hrál Marais jako anděl a Forqueray jako ďábel. List Mercure de France v roce 1738 napsal, že Forqueray komponoval skladby tak obtížné, že je mohl s grácií zahrát pouze on sám, případně ještě jeho syn Jean-Baptiste-Antoine. Jeho styl byl tak zřetelný, že jeho blízcí současníci Jean-Philippe Rameau a Jacques Duphly komponovali skladby v jeho stylu a označovali je na jeho počest La Forqueray.
Své skladby Forqueray za života nezveřejňoval. Teprve jeho syn publikoval v roce 1747 sbírku 32 skladeb pro violu da gamba a basso continuo „Pieces de viol ... composée par Mr Forqueray le père“, která obsahuje otcovy skladby a jejich přepis pro cembalo.